# Triboulin
Der Triboulin ist ein kleiner Fluss im Zentralmassiv von Frankreich, der im Département Lozère der Region Okzitanien nordwestlich der Stadt Mende verläuft.

## Geografie

### Verlauf
Der Triboulin entspringt in den östlichen Ausläufern des Aubrac-Plateaus, im Gemeindegebiet der Commune nouvelle Peyre en Aubrac, südwestlich der ehemaligen Gemeinde Saint-Sauveur-de-Peyre. Er verläuft generell Richtung Nordost durch den Regionalen Naturpark Aubrac und mündet nach rund 16 Kilometern im selben Gemeindegebiet, an der Grenze zur Nachbargemeinde Fontans, als linker Nebenfluss in die Truyère. Im Oberlauf folgt der Triboulin zunächst der Autobahn A75 und quert kurz danach die Bahnstrecke Béziers–Neussargues.

### Orte am Fluss
(Reihenfolge in Fließrichtung)
- Vimenet, Gemeinde Peyre en Aubrac
- La Chazotte, Gemeinde Peyre en Aubrac
- Les Moulins, Gemeinde Peyre en Aubrac
- Javols, Gemeinde Peyre en Aubrac
- Tiracols, Gemeinde Peyre en Aubrac